# Wiktor Szechowcew
Wiktor Fedorowycz Szechowcew, ukr. Віктор Федорович Шеховцев, ros. Виктор Фёдорович Шеховцев, Wiktor Fiodorowicz Szechowcew (ur. 23 kwietnia 1940 w Moskwie, w Rosyjska FSRR, zm. 1 lutego 2015 w Mikołajowie, Ukraina) – radziecki i ukraiński piłkarz pochodzenia rosyjskiego, grający na pozycji obrońcy lub pomocnika, trener piłkarski.

## Kariera piłkarska

### Kariera klubowa
W 1956 roku rozpoczął karierę piłkarską w drużynie Szachtior Mosbass, potem występował w amatorskim zespole Szachtior z miasta Workuta. W 1961 powrócił do Szachtiora Mosbass, który już nazywał się Chimik Nowomoskowsk. Latem 1962 został zaproszony do pierwszoligowego klubu Krylja Sowietow Kujbyszew. Nie był podstawowym piłkarzem pierwszej drużyny, dlatego w 1964 odszedł do Awanhardu Charków. W 1965 po raz kolejny bronił barw Chimika Nowomoskowsk. W 1966 przeniósł się do Sudnobudiwnyk Mikołajów, piłkarzem którego był Łeonid Kołtun, z którym wcześniej grał w charkowskiej drużynie. W mikołajowskim zespole występował przez 8 sezonów, rozegrał ponad 300 meczów. W 1973 zakończył karierę piłkarską.

## Kariera trenerska
Po zakończeniu kariery piłkarskiej rozpoczął pracę szkoleniową. Około 20 lat pracował w Szkole Piłkarskiej w Mikołajowie. W latach 1996–1997 pomagał trenować SK Mikołajów.
1 lutego 2015 zmarł w wieku 75 lat.

## Sukcesy i odznaczenia

### Sukcesy klubowe
- mistrz 2 podgrupy 2 grupy "А": 1968
- uczestnik turnieju finałowego o awans do Wyższej Ligi ZSRR: 1968
- wicemistrz Wtoroj Ligi ZSRR: 1971
- brązowy medalista Wtoroj Ligi ZSRR: 1973
- półfinalista Pucharu ZSRR: 1969

### Odznaczenia
- tytuł Mistrza Sportu ZSRR